# Индонезийская совка
Индонези́йская со́вка (лат. Otus manadensis) — вид птиц рода совок семейства совиных, обитающий на острове Сулавеси, Индонезия. Подвидов не выделяют.

## Описание
Достигает в длину от 19 до 22 см и весит от 83 до 93 грамм. Верхняя часть тела желтовато-серого цвета с пятнами тёмно-коричневого цвета и цвета сепии. Крылья тускло жёлтого цвета с тёмно-коричневыми полосами. Глаза жёлтые, клюв грязно-желтоватого цвета.

## Образ жизни
Индонезийская совка населяет влажные тропические леса и лесные массивы до 2500 метров над уровнем моря. Питается мелкими насекомыми и другими членистоногими.